# واسپ-۱۲بی
واسپ-۱۲بی (انگلیسی: WASP-12b) یک مشتری داغ (کلاسی از سیاره‌های فراخورشیدی) است که به دور ستاره واسپ-۱۲ می‌چرخد، که در آوریل ۲۰۰۸ توسط بررسی گذر سیاره‌ای واسپ کشف شد.
این سیاره فقط کمی بیش از یک روز زمینی طول می‌کشد تا به دور ستاره خود یک بار بچرخد؛ در مقایسه با حدود ۳۶۵٫۲۵ روز برای گردش زمین به دور خورشید. فاصلهٔ این سیاره از ستارهٔ میزبان خود (تقریباً ۳٫۵ میلیون کیلومتر [۲٫۲ میلیون مایل است که تنها ۰٫۰۲۳ واحد نجومی])، با خروج از مرکز مداری مشابه مشتری است. در نتیجه، یکی از کم‌ترین چگالی‌های سیاره‌های فراخورشیدی را دارد (با شار انرژی از ستاره متورم شده است).